# Saint-Agnan (Saône-et-Loire)
Saint-Agnan település Franciaországban, Saône-et-Loire megyében. Lakosainak száma 690 fő (2022. január 1.). Saint-Agnan Coulanges, Molinet, Les Guerreaux, La Motte-Saint-Jean és Perrigny-sur-Loire községekkel határos.

## Népesség
A település népessége az elmúlt években az alábbi módon változott:
| Lakosok száma | 720  | 714  | 725  | 705  | 701  | 697  | 696  | 689  | 690  |
|               | 2013 | 2015 | 2016 | 2017 | 2018 | 2019 | 2020 | 2021 | 2022 |